# 佐賀市立嘉瀬小学校
佐賀市立嘉瀬小学校（さがしりつ かせしょうがっこう）は佐賀県佐賀市嘉瀬町大字十五にある公立小学校。

## 概要
歴史
1890年（明治23年）創立。数回の改組・改称を経て、現校名になったのは1954年（昭和29年）。2025年（令和7年）には創立135周年を迎える。
校章
中央に校名の頭文字である「嘉」の文字を配している。
校歌
作詞は荒木光雄、作曲は富永操による。歌詞は3番まであり、各番の歌詞中に校名の「嘉瀬小」が登場する。
通学区域
佐賀市のうち、「嘉瀬町（大字十五1548・1555番地 ・2878～2979番地（戊申）を除く）」。中学校区は佐賀市立昭栄中学校。

## 沿革
- 1889年（明治22年）4月1日 - 町村制の施行により、佐賀郡3村（荻野、中原、十五、八戸（扇町））が合併し、嘉瀬村が発足。
- 1890年（明治23年）- 尋常科（4年制）を設置の上、「尋常嘉瀬小学校」が創立。
- 1892年（明治25年）4月 - 「嘉瀬尋常小学校」に改称。
- 1908年（明治41年）4月 - 改正小学校令により、尋常科（義務教育）が4年制から6年制に変更となる。
- 1923年（大正11年） - 高等科を併置の上、「嘉瀬尋常高等小学校」に改称。
- 1941年（昭和16年）4月1日 - 国民学校令施行により、「嘉瀬村国民学校」に改称。尋常科を初等科に改める。
- 1947年（昭和22年）4月1日 - 学制改革が行われる。
  - 嘉瀬村国民学校の初等科は、新制小学校「嘉瀬村立嘉瀬小学校」に改組・改称。
  - 嘉瀬村国民学校の高等科は、青年学校普通科とともに、新制中学校「嘉瀬村立嘉瀬中学校」に改組・改称。小学校に併設される。
- 1954年（昭和29年）3月31日 - 佐賀市への編入により、「佐賀市立嘉瀬小学校」（現校名）・「佐賀市立嘉瀬中学校」に改称。
- 1958年（昭和33年）3月31日 - 佐賀市立昭栄中学校への統合により、佐賀市立嘉瀬中学校が廃止され、校舎等が小学校に移管される。

## 交通
最寄りの鉄道駅
- JR九州 長崎本線 「鍋島駅」

最寄りのバス停留所
- 佐賀市営バス 嘉瀬新町線「嘉瀬元町」停留所

最寄りの幹線道路
- 佐賀県道287号十五中原線 ・ 国道207号「嘉瀬元町」交差点

## 周辺
- 嘉瀬こどもの森
- 佐賀県立森林公園・野球場
- 嘉瀬川

## 参考資料
- 「佐賀市史 第3巻 (近代編 明治期) (PDF) 」（1978年（昭和53年）9月30日, 佐賀市）p.139～p.205 二.明治前期の教育 - 佐賀市ウェブサイト
- 「佐賀市史 第3巻 (近代編 明治期) (PDF) 」（1978年（昭和53年）9月30日, 佐賀市）p.744～p.772 十.明治後期の教育と文化 - 佐賀市ウェブサイト

## 関連事項
- 佐賀県小学校一覧